# Паралімпійські ігри
Останні змагання — Літні Паралімпійські ігри 2020
Паралімпійські ігри — міжнародні спортивні змагання для людей з інвалідністю. Традиційно проводяться після Олімпійських ігор, а починаючи з 1992 — на тих же аренах, що й Олімпійські ігри. 2001 року ця практика закріплена угодою між МОК і Міжнародним паралімпійським комітетом (МПК). Літні Паралімпійські ігри проводяться з 1960 року, а зимові Паралімпійські ігри — з 1976 року.

## Паралімпійські види спорту
Виникнення видів спорту, в яких можуть брати участь люди з інвалідністю, пов'язують з ім'ям англійського нейрохірурга Людвіга Гутмана, який, долаючи вікові стереотипи по відношенню до людей з фізичними порушеннями, увів спорт у процес реабілітації пацієнтів з ушкодженнями спинного мозку. Він на практиці довів, що спорт для людей з інвалідністю створює умови для успішної життєдіяльності, відновлює психічну рівновагу, дозволяє повернутися до повноцінного життя. З 1948 року за його ініціативою серед людей на візках щорічно проводяться Стоук-Мандевільські ігри (за назвою міста Стоук-Мандевіль, де розташований реабілітаційний центр).

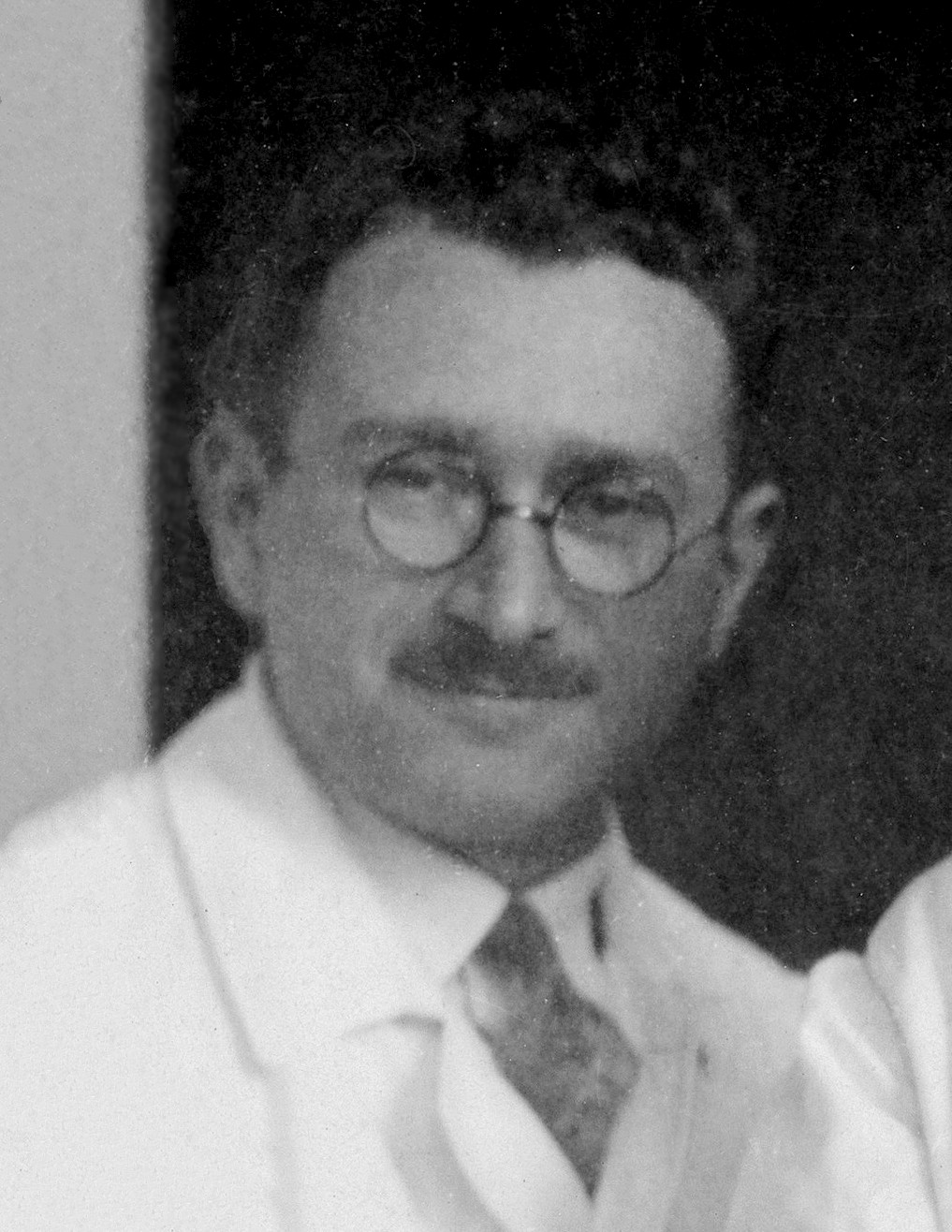
Сер Людвіг Гутман

### Літні види спорту
- Стрільба з лука
- Легка атлетика
- Бочче
- Параканое
- Велоспорт
  -  Шосейні гонки
  -  Трекові гонки
- Кінний спорт
- Футбол (5 x 5)
- Футбол (7 x 7)
- Голбол
- Дзюдо
- Паратріатлон
- Пауерліфтинг
- Веслування
- Вітрильний спорт
- Стрільба
- Плавання
- Настільний теніс
- Волейбол
- Баскетбол
- Фехтування
- Регбі
- Теніс

### Зимові види спорту
- Біатлон
- Лижні перегони
- Керлінг
- Хокей
- Гірськолижний спорт
- Сноубординг

## Список ігор
| Рік  | Літні Паралімпійські ігри      | Літні Паралімпійські ігри                                     | Зимові Паралімпійські ігри      | Зимові Паралімпійські ігри  |
| Рік  | Ігри                           | Місто                                                         | Ігри                            | Місто                       |
| ---- | ------------------------------ | ------------------------------------------------------------- | ------------------------------- | --------------------------- |
| 1960 | Літні Паралімпійські ігри 1960 | Рим, Італія                                                   |                                 |                             |
| 1964 | Літні Паралімпійські ігри 1964 | Токіо, Японія                                                 |                                 |                             |
| 1968 | Літні Паралімпійські ігри 1968 | Тель-Авів, Ізраїль                                            |                                 |                             |
| 1972 | Літні Паралімпійські ігри 1972 | Гайдельберг, Федеративна Республіка Німеччина                 |                                 |                             |
| 1976 | Літні Паралімпійські ігри 1976 | Торонто, Канада                                               | Зимові Паралімпійські ігри 1976 | Ерншельдсвік, Швеція        |
| 1980 | Літні Паралімпійські ігри 1980 | Арнем, Нідерланди                                             | Зимові Паралімпійські ігри 1980 | Geilo, Норвегія             |
| 1984 | Літні Паралімпійські ігри 1984 | Мандевілль, Велика Британія Нью-Йорк, Сполучені Штати Америки | Зимові Паралімпійські ігри 1984 | Інсбрук, Австрія            |
| 1988 | Літні Паралімпійські ігри 1988 | Сеул, Південна Корея                                          | Зимові Паралімпійські ігри 1988 | Інсбрук, Австрія            |
| 1992 | Літні Паралімпійські ігри 1992 | Барселона та Мадрид, Іспанія                                  | Зимові Паралімпійські ігри 1992 | Тінь та Альбервіль, Франція |
| 1994 |                                |                                                               | Зимові Паралімпійські ігри 1994 | Ліллегаммер, Норвегія       |
| 1996 | Літні Паралімпійські ігри 1996 | Атланта, США                                                  |                                 |                             |
| 1998 |                                |                                                               | Зимові Паралімпійські ігри 1998 | Наґано, Японія              |
| 2000 | Літні Паралімпійські ігри 2000 | Сідней, Австралія                                             |                                 |                             |
| 2002 |                                |                                                               | Зимові Паралімпійські ігри 2002 | Солт-Лейк-Сіті, США         |
| 2004 | Літні Паралімпійські ігри 2004 | Афіни, Греція                                                 |                                 |                             |
| 2006 |                                |                                                               | Зимові Паралімпійські ігри 2006 | Турин, Італія               |
| 2008 | Літні Паралімпійські ігри 2008 | Пекін, КНР                                                    |                                 |                             |
| 2010 |                                |                                                               | Зимові Паралімпійські ігри 2010 | Ванкувер, Канада            |
| 2012 | Літні Паралімпійські ігри 2012 | Лондон, Велика Британія                                       |                                 |                             |
| 2014 |                                |                                                               | Зимові Паралімпійські ігри 2014 | Сочі, РФ                    |
| 2016 | Літні Паралімпійські ігри 2016 | Ріо-де-Жанейро, Бразилія                                      |                                 |                             |
| 2018 |                                |                                                               | Зимові Паралімпійські ігри 2018 | Пхьончхан, Південна Корея   |
| 2020 | Літні Паралімпійські ігри 2020 | Токіо, Японія                                                 |                                 |                             |
| 2022 |                                |                                                               | Зимові Паралімпійські ігри 2022 | Пекін, КНР                  |
| 2024 | Літні Паралімпійські ігри 2024 | Париж, Франція                                                |                                 |                             |
| 2026 |                                |                                                               | Зимові Паралімпійські ігри 2026 |                             |
| 2028 | Літні Паралімпійські ігри 2028 | Лос-Анджелес, США                                             |                                 |                             |

## Паралімпійський рух в Україні

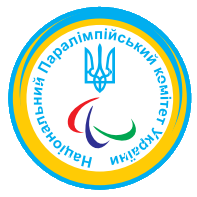
Логотип Національного паралімпійського комітету України

Паралімпійський рух в Україні почав розвиватись 1989 року, коли в країні створено перші фізкультурно-спортивні та оздоровчі клуби людей з інвалідністю. Пізніше на їх основі сформувались 4 національні федерації спорту людей із порушеннями опорно-рухового апарату, порушеннями зору, слуху та інтелекту.
Вперше українські паралімпійці взяли участь у Паралімпіаді в Атланті, США, виборовши 1 золоту, 4 срібні та 2 бронзові медалі. На Паралімпіаді у Пекіні, Китай, українські спортсмени здобули 74 медалі: 24 золоті, 18 срібних та 32 бронзових. На зимових Паралімпійських іграх у Ванкувері українці вибороли 5 золотих, 8 срібних та 6 бронзових медалей, посівши у загальному медальному заліку 4 місце. У 2024 у Парижі Україна фінішувала на 7-му місці у медальному заліку Паралімпіади-2024. У доробку українців 82 нагороди:  22 золотих медалі, 28 срібних і 32 бронзових.